# Traskwood, Arkansas
Traskwood là một thành phố thuộc quận Saline, tiểu bang Arkansas, Hoa Kỳ. Năm 2010, dân số của thành phố này là 518 người.

## Dân số
- Dân số năm 2000: 548 người.
- Dân số năm 2010: 518 người.